# Sivorg
Sivorg var Hjemmefrontens civila del i Norge under andra världskriget. Det operativa arbetet i Sivorg organiserades i fylkesgrupper. Dessa var «bildade» - inte valda eller utnämnda. I fylkesgrupperna var det en kontaktman som hade ansvar för kommunikation med ledningen i Hjemmefronten. Fylkesgrupperna kunde ha 100 medarbetare eller mer. Endast ett fåtal kände till andra aktiva eller hur omfattande verksamheten var förrän efter kapitulationen 1945.
I september 1945 var förhållandena i Norge såpass normaliserade att arbetet i Sivorg avvecklades.